# Anton Geerlings
Antonius Arnoldus Hendrikus (Anton) Geerlings (Rotterdam, 7 juni 1923 – Rotterdam, 15 november 2018) was een Nederlandse beeldhouwer en schilder.

## Leven en werk
Geerlings werd geboren in Rotterdam als oudste zoon van boekbinder Theodorus Antonius Arnoldus Geerlings en Juliana Dames. Als 14-jarige werkte hij bij een juwelier in Rotterdam. Tijdens de Tweede Wereldoorlog werkte hij twee jaar in het kader van de arbeitseinsatz in Berlijn en vervolgens bij een meubelfabriek in Bergschenhoek. Hij volgde zes jaar lang de avondstudie aan de Academie voor Beeldende Kunsten en Technische Wetenschappen, waar hij les kreeg van David Bautz.
Na de oorlog werkte hij in een steenhouwerij en bij een meubelfabriek in Vlaardingen. De eerste keer dat Anton Geerlings in aanraking kwam met steen, was toen hij werd aangenomen als steenhouwer bij de marmerindustrie. Aannemer Slinge voerde werk uit voor beeldhouwer Gerard Héman aan de entree voor de Rotterdamse bank aan de Coolsingel in Rotterdam. Slinge zou hem nog jarenlang voorzien van werk. Als beeldhouwer was Anton Geerlings autodidact. Als steenbeeldhouwer en houtsnijder maakte hij dierfiguren en figuurvoorstellingen. Geerlings werkte onder andere mee aan de restauratie van de Laurenskerk in Rotterdam en was aanvankelijk vooral als restauratiebeeldhouwer actief. In 1968 begon hij voor zichzelf, vanaf 1988 richtte hij zich voornamelijk op eigen werk.
Geerlings genoot mede bekendheid door zijn deelname, met onder anderen Jeannot Bürgi, Kees Groeneveld, Jo Esenkbrink en Paulus Reinhard, aan de creatie van de lantaarnconsoles in de Utrechtse Binnenstad. Ter herinnering aan het stadsherstel in Deventer in de jaren 80 maakte hij een snijraam en een aantal gevelstenen.

## Enkele werken
- Speelplastiek (1970) op het Buikslotermeerplein in Amsterdam-Noord
- Plastiek bij de Atheneumbibliotheek (ca. 1975), Deventer
- Oud en nieuw (1980), Bloemhof, Maassluis
- Sint Catharina en twee engelen (replica 1980), St. Catharinakerk aan de Stratumseind, Eindhoven; engelen van de hand van Toon Grassens
- Gevelstenen Dat Regenvercken (1984) en Die Koln (jaren 1980), Assenstraat, Deventer
- Johannes de Doper, Maria en Jozef, voor de basiliek van de H.H. Agatha en Barbara in Oudenbosch
- Figuren of De drie kinderen (1995), Rigardus Rijnhoutplein, Rotterdam

### Lantaarnconsoles in Utrecht
- Suzanna en de Ouderlingen (na 1975), Kromme Nieuwegracht
- Midzomernachtdroom (1977), Drift
- Saul en David (1978), Kromme Nieuwegracht
- Kaïn en Abel (1978), Kromme Nieuwegracht
- Elckerlijc (1978), Kromme Nieuwegracht
- Marike van Nijmegen (1978), Kromme Nieuwegracht
- Simson (1981), Kromme Nieuwegracht
- Nils Holgersson (1981), Drift
- Rodenburch (ca. 1982), Oudegracht

## Fotogalerij

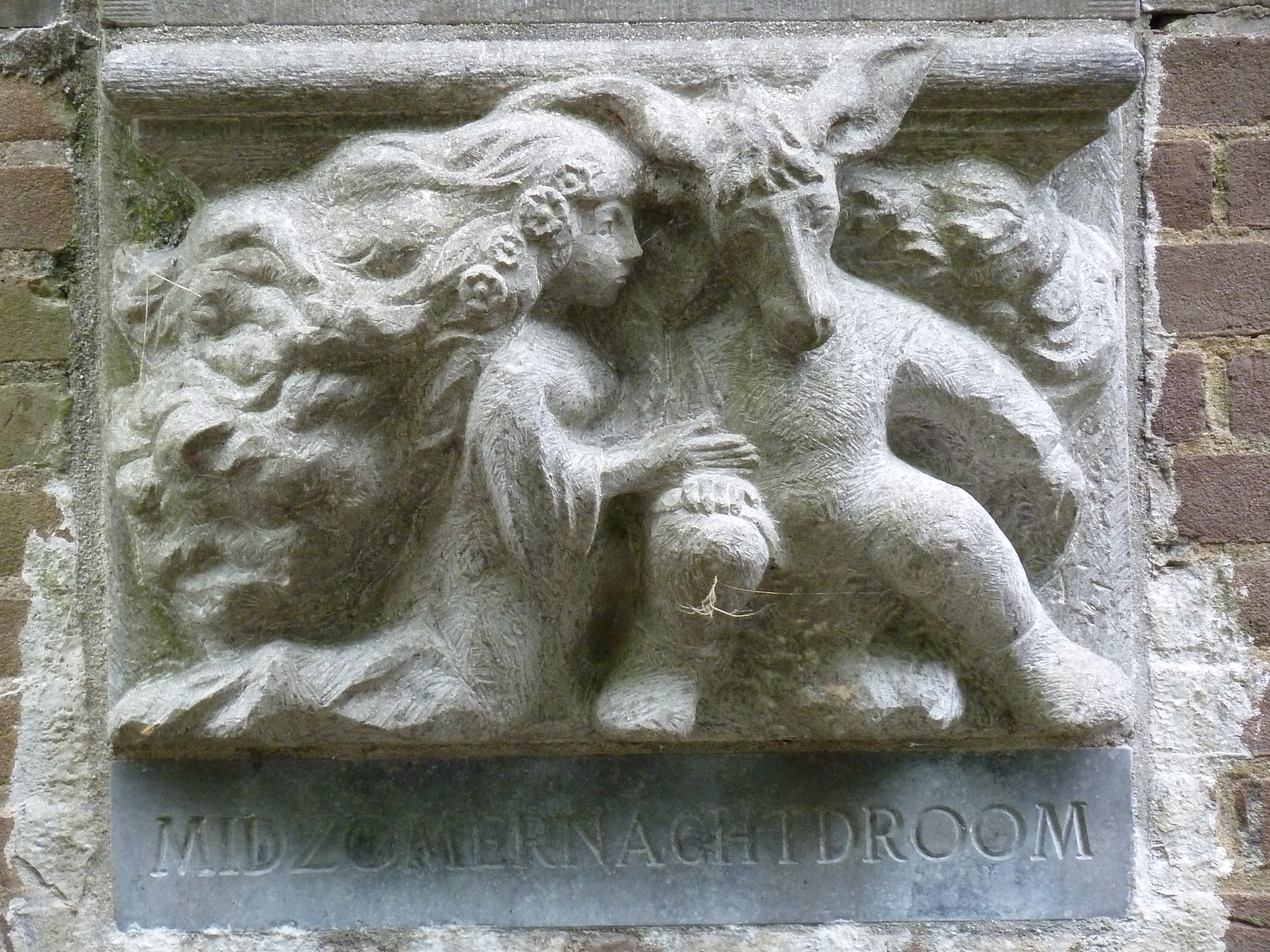
Midzomernachtdroom (1977), Utrecht
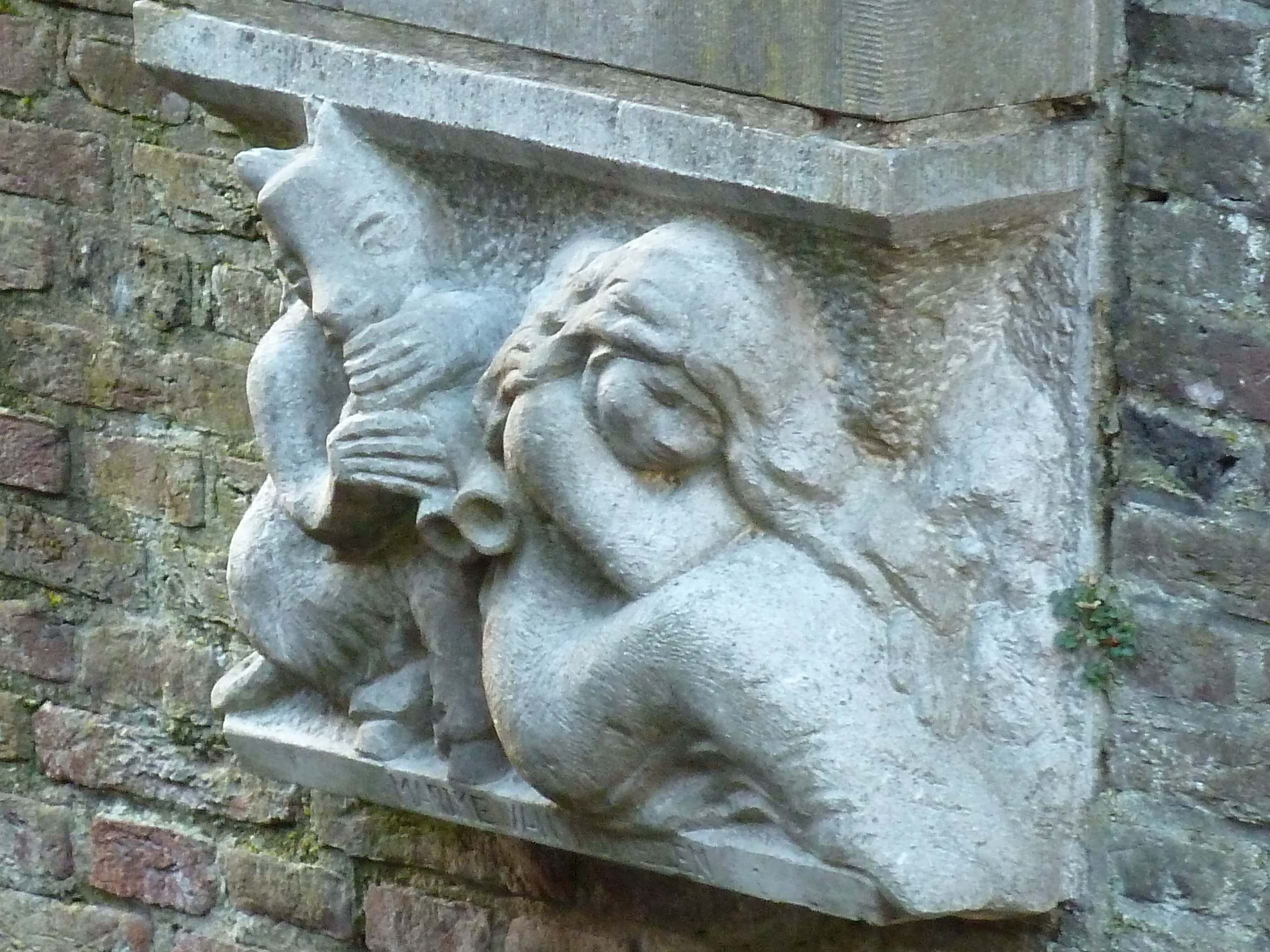
Marike van Nijmegen (1978), Utrecht
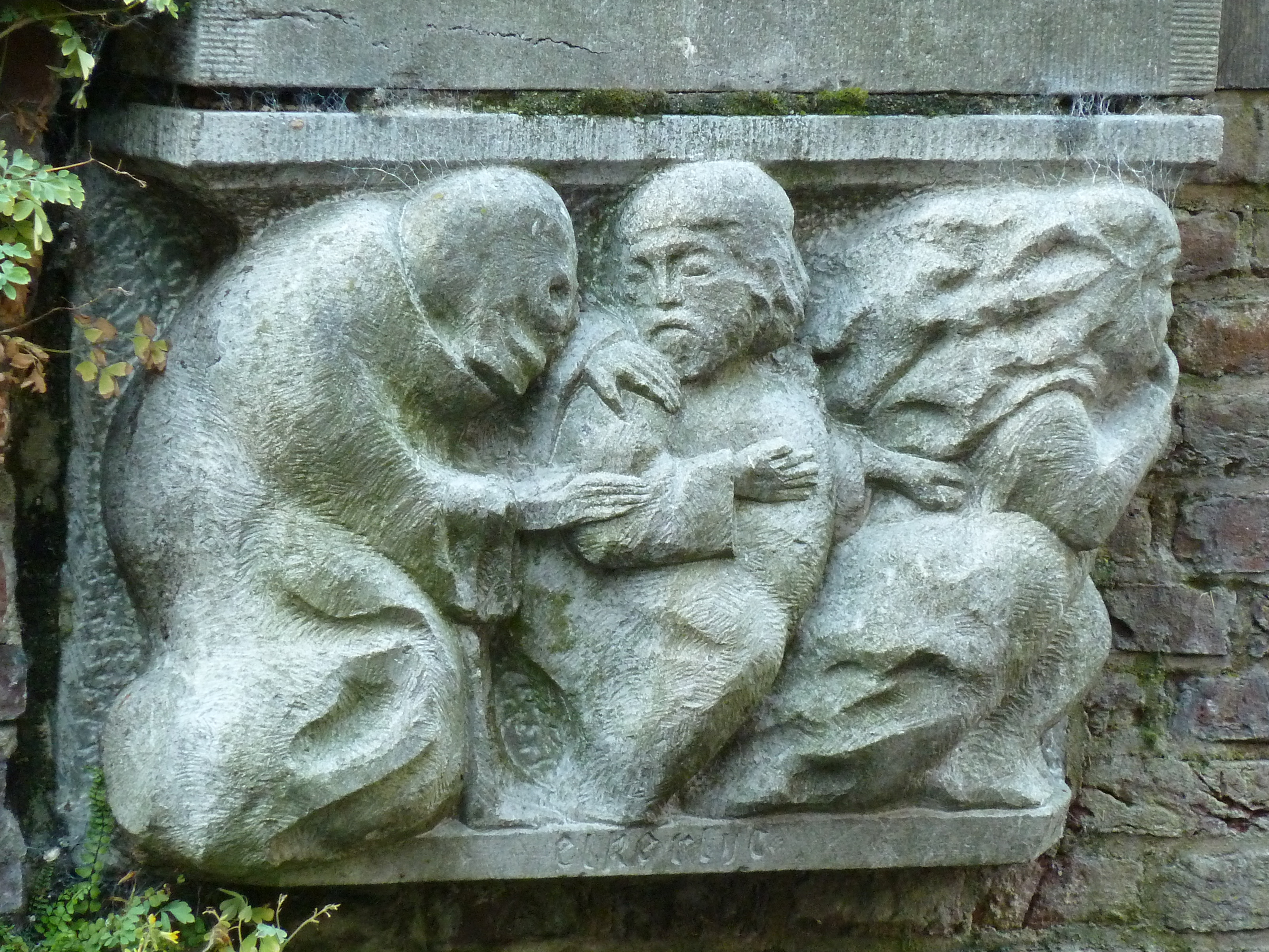
Elckerlijc (1978), Utrecht
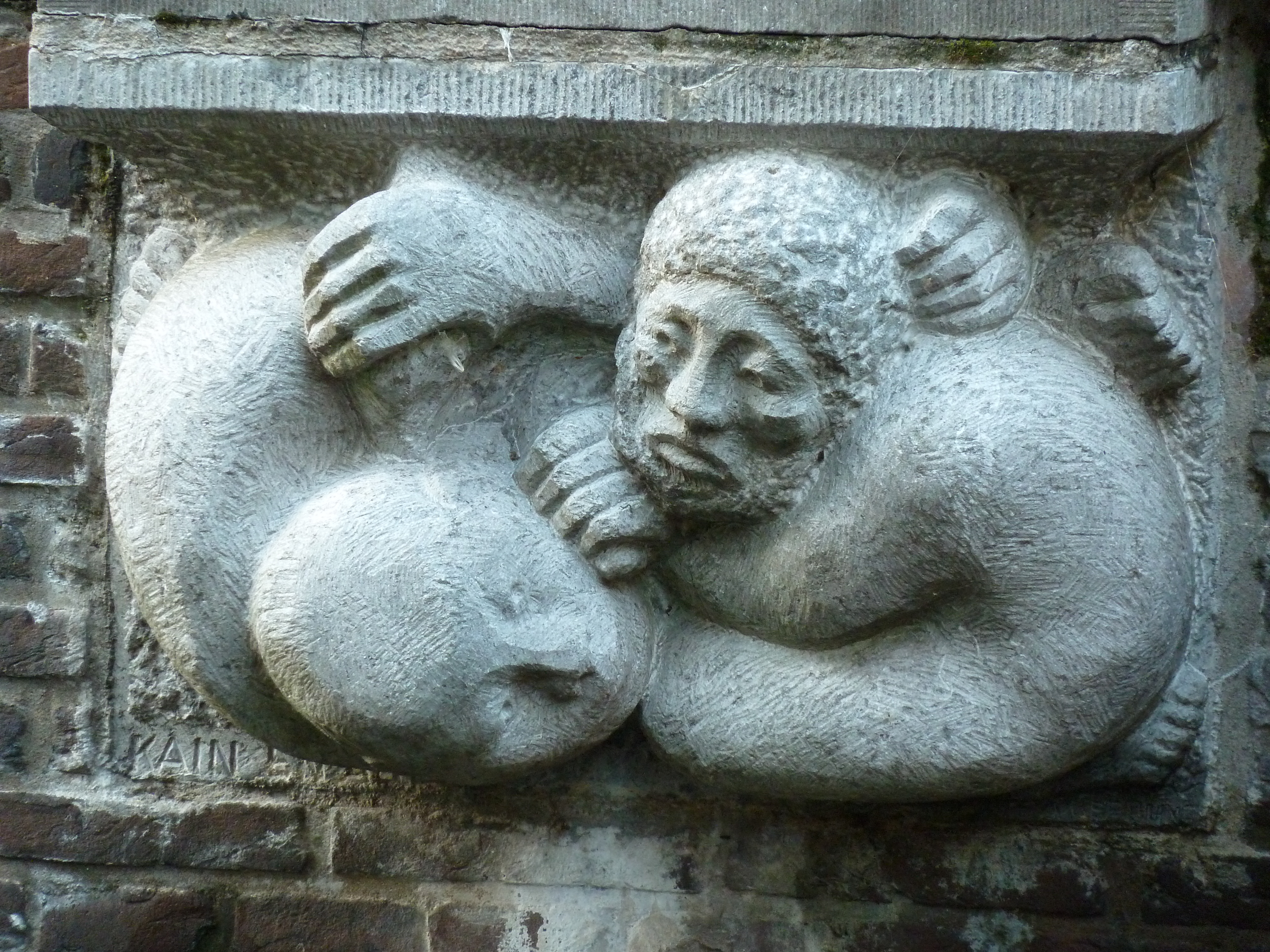
Kaïn en Abel (1978), Utrecht
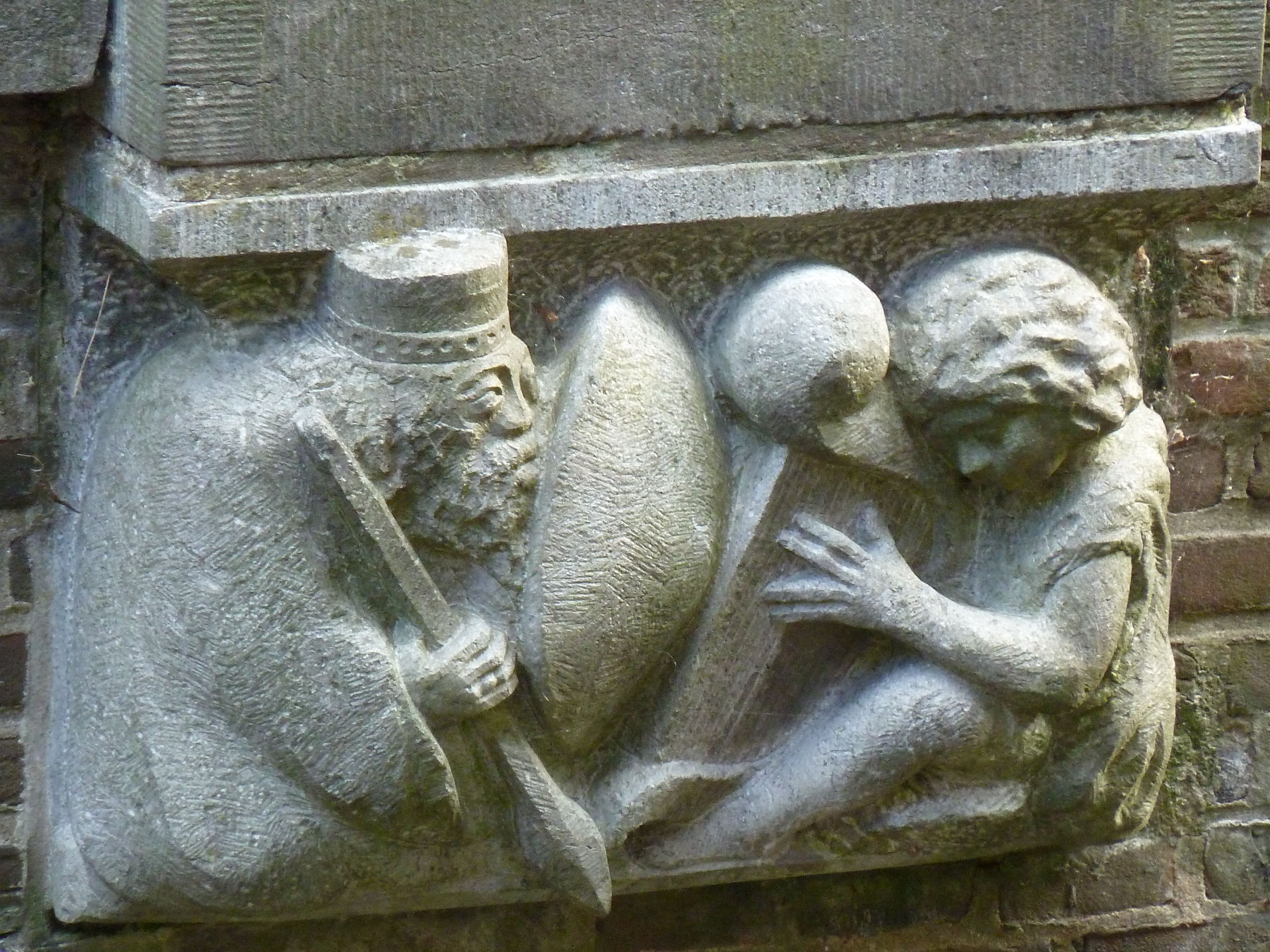
Saul en David (1978), Utrecht
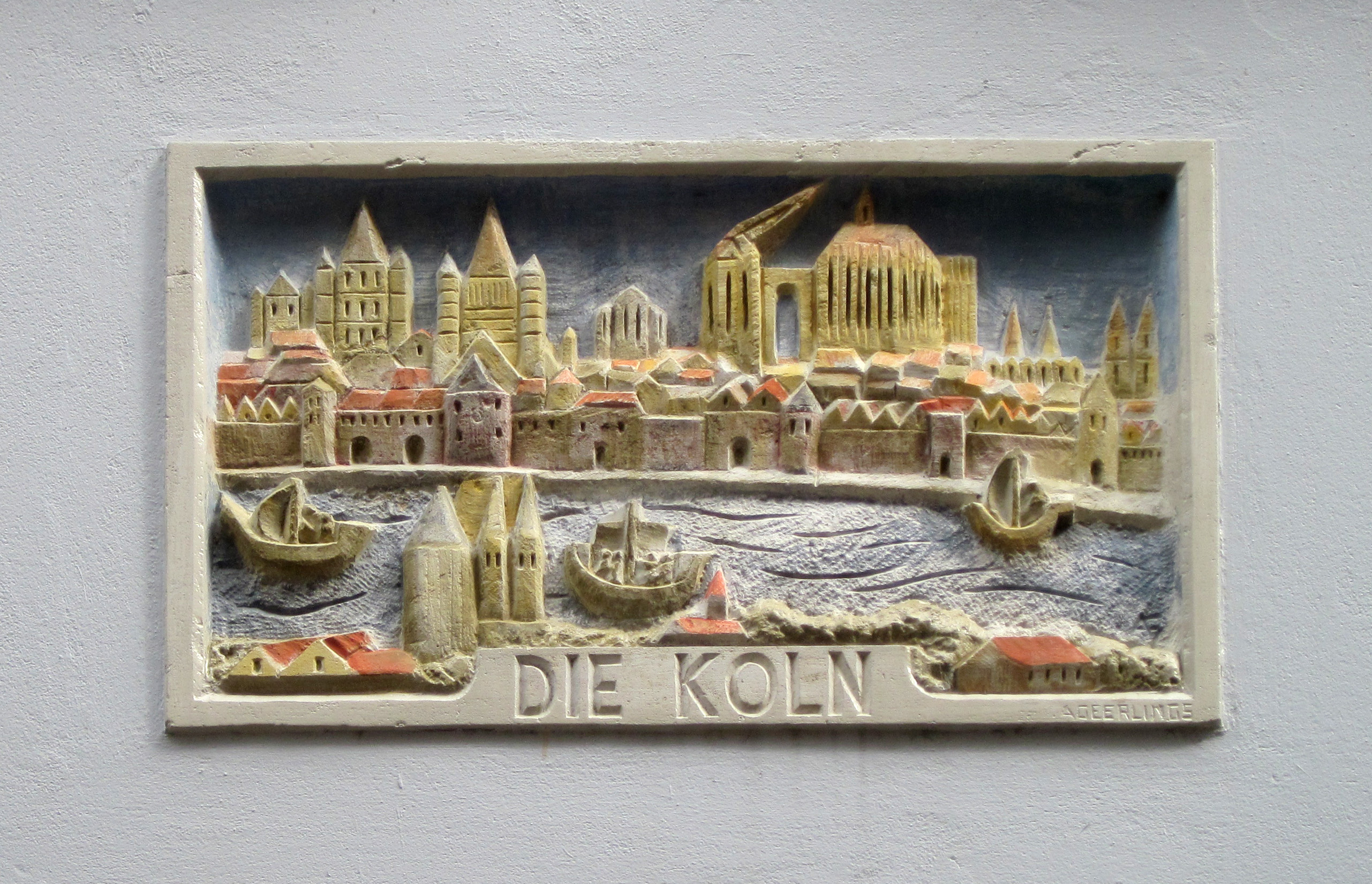
Reliëf Die Koln (jaren 1980), Deventer
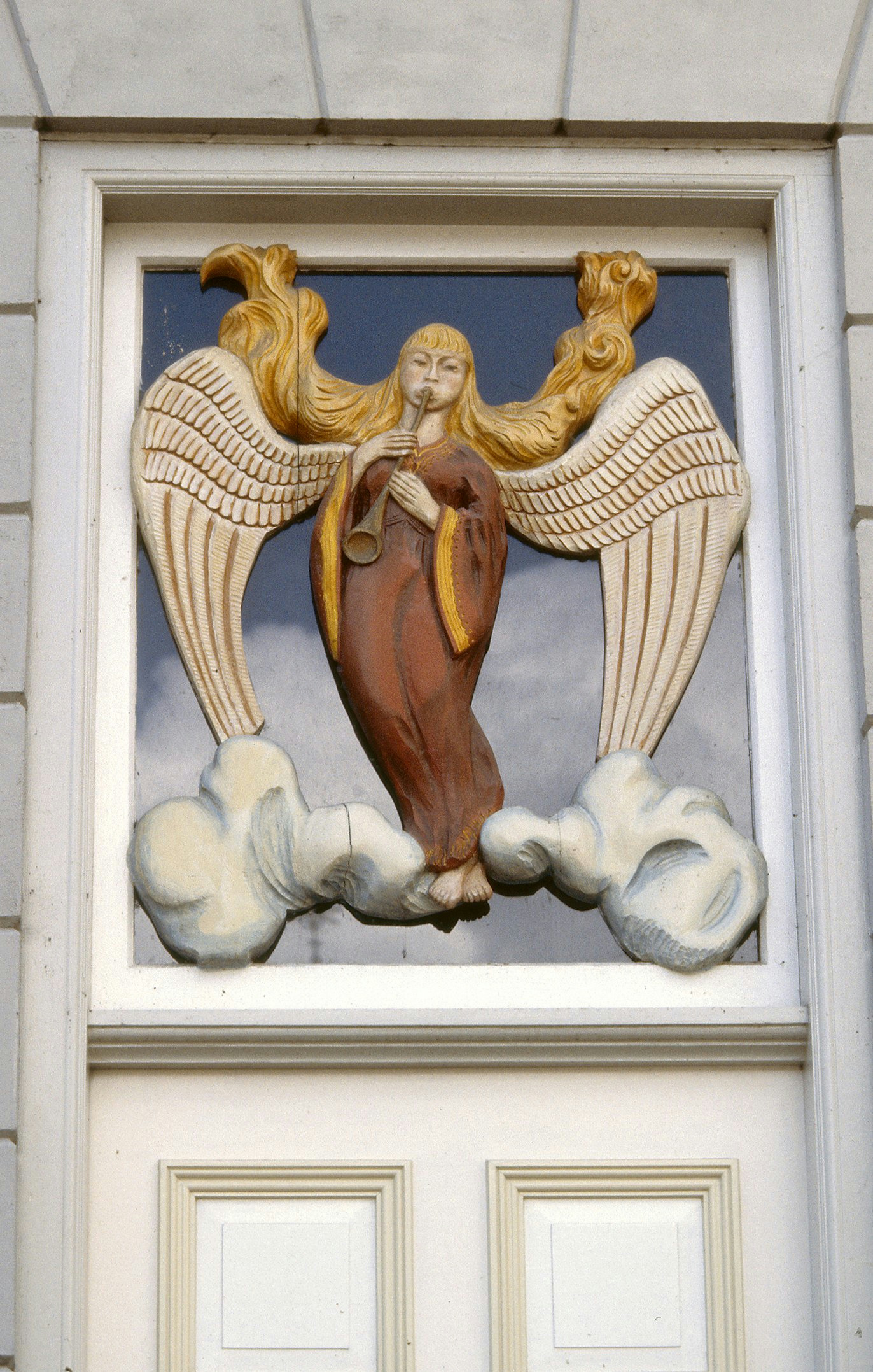
Snijraam met engel, Deventer
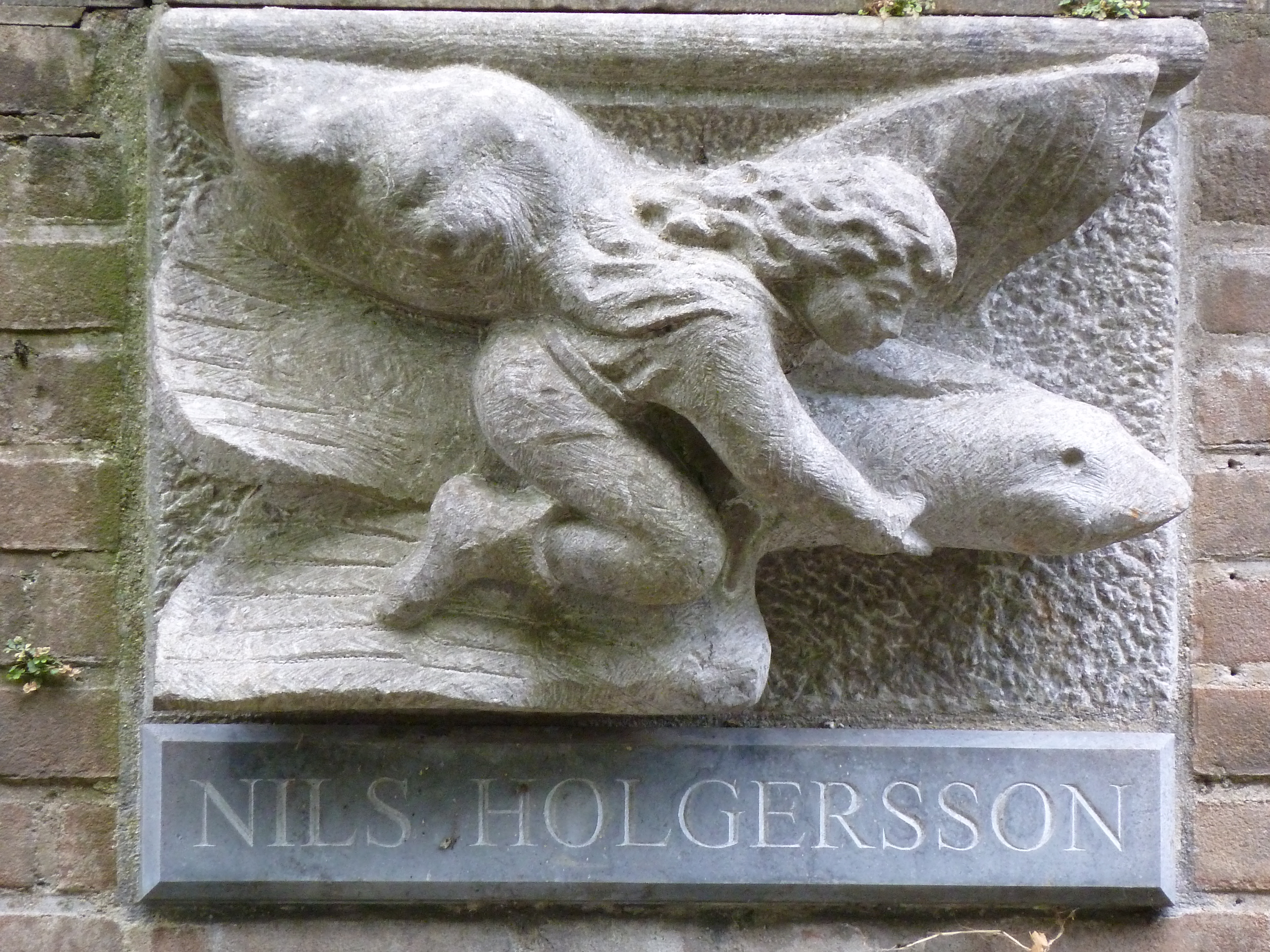
Nils Holgersson (1981), Utrecht
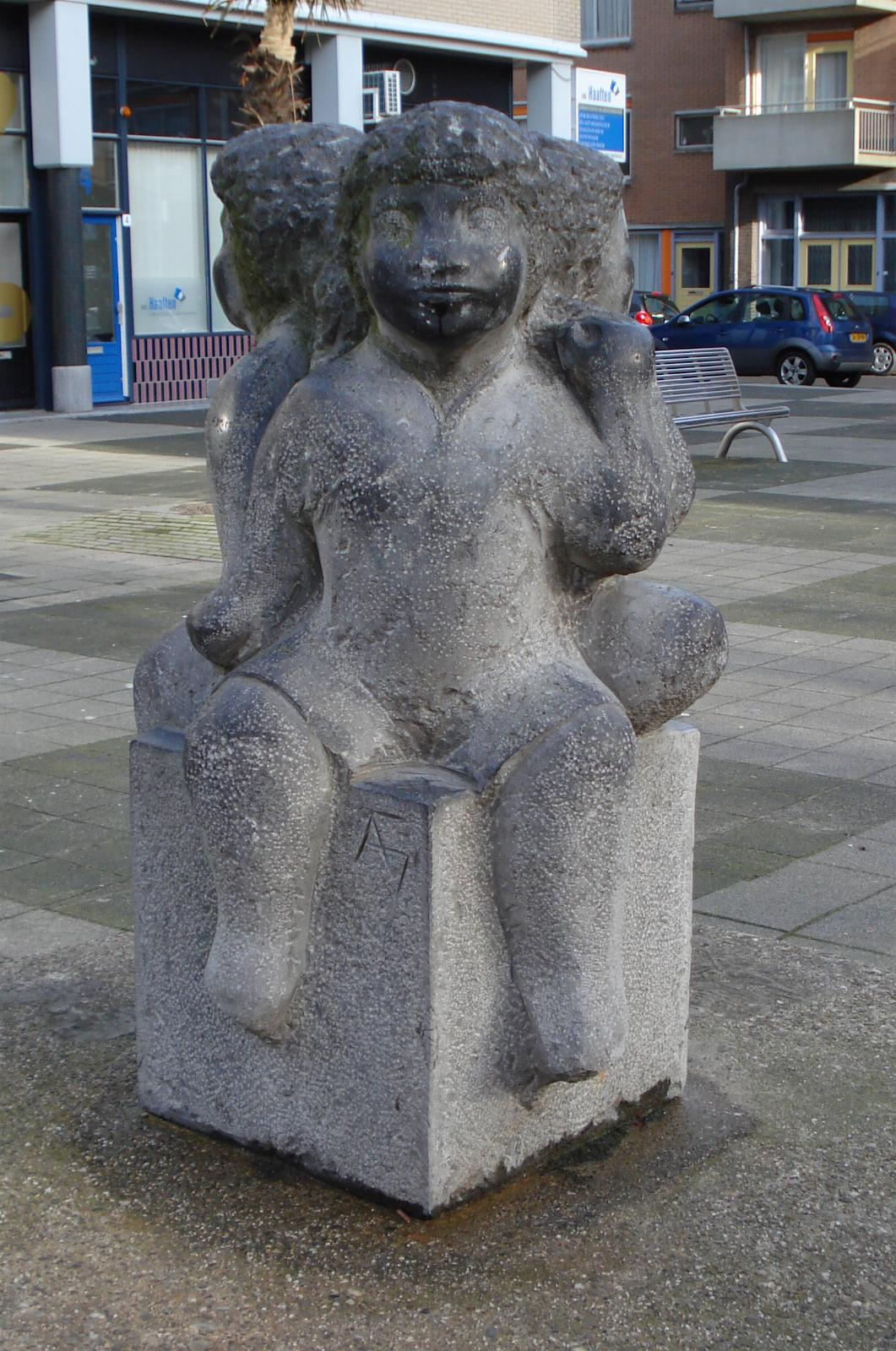
Figuren (1995), Rotterdam

- RKD-Nederlands Instituut voor Kunstgeschiedenis: 30639